# Otto Haxel
Otto Haxel (Neu-Ulm, 2 de abril de 1909; Heidelberg 26 de febrero de 1998 ) fue un físico alemán que se  dedicó principalmente a la física nuclear.
Haxel estudió Ingeniería y Física Técnica en la Universidad Técnica de Múnich, donde se unió a la Studentenverbindung Corps Cisaria y en la Universidad de Tübingen. En 1933 se doctoró en Tübingen bao la dirección de Hans Geiger con el tema Emisión de protones de Aluminio estimulados por rayos α provenientes de radio C y torio C.  En 1936 obtuvo la habilitación como profesor, también como asistente principal de Geiger en la Universidad Técnica de Berlín, en Charlottenburg, donde también fue habilitado en 1936 con un trabajo sobre Los espectros nucleares de los elementos ligeros. Durante la Segunda Guerra Mundial colaboró en el Proyecto Uranio.
En 1949, participó en la formulación del modelo de capas nuclear junto a Hans Suess y a J. Hans D. Jensen (quien recibió por este aporte, en conjunto con Maria Goeppert-Mayer, el Premio Nobel de Física).
Después de la Segunda Guerra Mundial fue colaborador del Instituto Max Planck en Gotinga y en 1947 asumió el cargo de  profesor en la Universidad de Gotinga. A partir de 1950, formó en la Universidad de Heidelberg el II Istituto de Física. 
Durante muchos años, Haxel sue editor de la revista científica  Zeitschrift für Physik, miembro de la  Deutsche Atomkommission (Comisión Atómica Alemana) y participó de manera significativa en la fundación del Centro de Investigación Nuclear en el Instituto Tecnológico de Karlsruhe. Entre 1970 y 1975 se  desempeñó como director científico-técnico del Centro de Investigación Nuclear de Karlsruhe.
Fue miembro de la Leopoldina y de la Academia de Ciencias de Heidelberg, de la que fue su presidente desde 1978 y hasta 1982. En 1980 Haxel recibió el Premio Otto Hahn, un galardón otorgado por la ciudad de Fráncfort del Meno.
En 1957, Haxel suscribió la petición de los Göttinger Achtzehn, un grupo de 18 profesores universitarios que  se pronunciaban como físicos atómicos en contra del plan de armamento con armas nucleares del ejército alemán. El nombre de Göttinger Achtzehn ( «Los dieciocho de Gotinga ») se asemeja a propósito al de los Göttinger Sieben (Los siete de Gotinga).